# 汤姆·提克威尔
汤姆·提克威尔（德語：Tom Tykwer，德語：[ˈtɪkvɐ]，1965年5月23日—） 是德国电影导演、编剧，出生在德国城市伍泊塔尔。11岁开始拍摄短片，13岁正式进入电影界。1993年,拍摄了处女作《一脸死相的玛丽亚》(Die Tödliche Maria)。获得德国电影评论协会的最佳电影奖，巴伐利亚电影节最佳新人导演奖。1998年拍摄的《罗拉快跑》是汤姆·提克威尔最为重要的作品。不仅一夜之间名扬天下，实际代表着一个新的电影时代的开始。

## 作品列表
| 年份  | 標題                                              | 職位 | 職位 | 職位 | 職位   | 附註                                 |
| 年份  | 標題                                              | 導演 | 編劇 | 製片 | 作曲家 | 附註                                 |
| ----- | ------------------------------------------------- | ---- | ---- | ---- | ------ | ------------------------------------ |
| 1993  | 《致命的瑪麗亞》                                  | 是   | 是   | 是   | 是     |                                      |
| 1997  | 《生活是你的所有》                                | 否   | 是   | 否   | 否     |                                      |
| 1997  | 《意外的冬天》                                    | 是   | 是   | 否   | 是     |                                      |
| 1998  | 《罗拉快跑》                                      | 是   | 是   | 否   | 是     |                                      |
| 1999  | 《告别汉堡》                                      | 否   | 否   | 是   | 否     |                                      |
| 2000  | 《公主與戰士》                                    | 是   | 是   | 否   | 是     |                                      |
| 2002  | 《天堂奔馳》                                      | 是   | 否   | 否   | 否     |                                      |
| 2003  | 《駭客任務完結篇：最後戰役》                      | 否   | 否   | 否   | 是     | 以Pale 3為名創作了〈In My Head〉一曲 |
| 2004  | 《无声的猎杀》                                    | 否   | 否   | 是   | 否     |                                      |
| 2006  | 《我的一个朋友》                                  | 否   | 否   | 是   | 否     |                                      |
| 2006  | 《香水》                                          | 是   | 是   | 否   | 是     |                                      |
| 2006  | 《心是一片暗林》（Das Herz ist ein dunkler Wald） | 否   | 否   | 是   | 否     |                                      |
| 2009  | 《黑暗金控》                                      | 是   | 否   | 否   | 是     |                                      |
| 2010  | 《3人擠不擠》                                     | 是   | 是   | 否   | 是     |                                      |
| 2010  | 《靈魂男孩》                                      | 否   | 否   | 是   | 否     |                                      |
| 2011  | 《最後》（Endlich）                               | 否   | 否   | 是   | 否     |                                      |
| 2012  | 《雲圖》                                          | 是   | 是   | 是   | 是     | 與華卓斯基姐妹共同執導               |
| 2012  | 《粉色孩子》（Pink Children）                     | 是   | 是   | 否   | 是     |                                      |
| 2011  | 《人生不如戲》                                    | 否   | 否   | 是   | 否     |                                      |
| 2013  | 《文化黑客》（Culture Hacking）                   | 否   | 否   | 是   | 否     |                                      |
| 2014  | 《編織》                                          | 否   | 否   | 是   | 否     |                                      |
| 2015  | 《超感8人組》                                     | 是   | 否   | 否   | 否     | 電視劇；與華卓斯基姐妹共同執導       |
| 2016  | 《沙地阿拉發》                                    | 是   | 是   | 否   | 是     |                                      |
| 2017– | 《巴比伦柏林》                                    | 是   | 是   | 是   | 是     | 電視劇                               |
| 2021  | 《駭客任務：復活》                                | 否   | 否   | 否   | 是     |                                      |
| 2025  | 《光》                                            | 是   | 是   | 是   | 是     |                                      |

其他作品
- 《巴黎，我爱你》（2006）-導演、編劇（章節：〈圣但尼市郊〉）
- 《德国09（英语：Germany 09: 13 Short Films About the State of the Nation）》-導演、監製（2009；章節：〈莊嚴的旅行〉）
- 《零年中的孤單六十秒（英语：60 Seconds of Solitude in Year Zero）》-導演（2011；單章節）
- 《惡棍特工》（2009）-德國對話譯者[3]

## 外部連結
- 官方网站
- 汤姆·提克威尔在互联网电影资料库（IMDb）上的資料（英文）
- Tom Tykwer （页面存档备份，存于） at Filmportal.de
- Interview at Stumped?
- The Art of Scriptwriting: Tom Tykwer on Matrix 4 （页面存档备份，存于） at the 21. international literature festival berlin